# Torneo Clausura 2015 de Segunda División de Costa Rica
El Torneo de Clausura 2015 fue la edición n° 77 del campeonato de Segunda División. La temporada 2014-2015 de la Liga de Ascenso dio inicio en enero y finalizó en mayo. Se conformaron dos grupos de 9 equipos cada uno.
El sistema de juego fue el mismo que la temporada anterior, se dividirá en dos torneos, Apertura y Clausura. En cada torneo jugarán todos contra todos en su respectivo grupo a visita recíproca.
Los primeros cuatro equipos de cada grupo clasificaron a la siguiente ronda de forma cruzada en los cuartos de final, los cuatro ganadores pasaron a las semifinales y los dos ganadores a la final de cada torneo.
El ganador del torneo de Clausura fue el Municipal Liberia es el mismo del Apertura, y el campeón de la Liga de Ascenso fue el mismo, al derrotar en el global 2-1 a Puntarenas F.C. por lo que militará la próxima temporada en la Primera División

## Datos de los clubes
| Equipo                                                                    | Entrenador             | Ciudad     | Estadio                            | Capacidad | Marca       |
| ------------------------------------------------------------------------- | ---------------------- | ---------- | ---------------------------------- | --------- | ----------- |
| Barrio México                                                             | Johnny Cháves          | Guadalupe  | Estadio Coyella Fonseca            | 4.500     | Livin sport |
| Alajuela Junior                                                           | Wilmer López           | Alajuela   | Estadio Morera Soto                | 17.895    | Puma        |
| Cariari                                                                   | Gustavo Martínez       | Pococí     | Estadio Comunal de Cariari         | 1.200     |             |
| Siquirres                                                                 | Juan Diego Quesada     | Siquirres  | Polideportivo de Siquirres         | 1.000     |             |
| Jacó Rays                                                                 | Kenneth Paniagua       | Garabito   | Estadio Municipal de Garabito      | 3.000     |             |
| Selección de Osa                                                          | Carlos Vargas          | Osa        | Estadio Municipal de Ciudad Cortés | 1.000     |             |
| Municipal Coto Brus                                                       | Fernando Sosa          | Coto Brus  | Estadio Hamilton Villalobos        | 4.100     |             |
| Saprissa de Corazón                                                       | Enrique Rivers         | Tibás      | Estadio Ricardo Saprissa           | 23.170    | Kappa       |
| Aserrí FC                                                                 | Alfredo Morales        | Aserrí     | Cancha Vueltas de Jorco            | 1.000     |             |
| Escazuceña                                                                | Hamlet Morejón         | Escazú     | Estadio Nicolás Masís              | 2.000     |             |
| Guanacasteca                                                              | Orlando De León        | Nicoya     | Estadio Chorotega                  | 5.000     |             |
| Municipal Liberia                                                         | Josef Miso             | Liberia    | Estadio Edgardo Baltodano          | 5.800     |             |
| Archivo:600px Bisection vertical White HEX-FF0000.svg Municipal Turrialba | Mario Silva            | Turrialba  | Estadio Rafael Ángel Camacho       | 4.000     |             |
| Municipal Grecia                                                          | Eduardo Torres         | Grecia     | Estadio Allen Riggioni             | 4.000     |             |
| San Carlos                                                                | Leonardo Moreira       | San Carlos | Estadio Carlos Ugalde              | 13.000    |             |
| Jicaral Sercoba                                                           | Luis Fernández Texeira | Jicaral    | Cancha de Jicaral                  | 1.000     |             |
| Puntarenas FC                                                             | Luis Diego Arnáez      | Puntarenas | Estadio Miguel Lito Pérez          | 4.105     |             |
| Real Pococí                                                               | Walter Cortés          | Pococí     | Cancha La Colonia, Guápiles        | 1.000     |             |

### Goleadores
| 1º                              | Starling Matarrita | Cariari de Pococí   | 22 |
| 2º                              | Jairo Picado       | Selección de Osa    | 21 |
| 3º                              | Manrique Rodríguez | Real Lemusa         | 19 |
| 4º                              | Bill González      | San Carlos          | 16 |
| 5º                              | Rigoberto Madrigal | Municipal Coto Brus | 15 |
| Actualizada: 2 de abril de 2014 |                    |                     |    |

- En la tabla se acumulan los goles hechos en el Apertura 2013 y Clausura 2014.

## Clasificación de equipos

### Grupo A
|  |    | Equipos de fútbol   | PJ | G | E | P | GF | GC | Dif | Pts |
|  | -- | ------------------- | -- | - | - | - | -- | -- | --- | --- |
|  | 1. | Municipal Liberia   | 16 | 9 | 3 | 4 | 23 | 13 | +10 | 30  |
|  | 2. | Puntarenas FC       | 16 | 7 | 5 | 4 | 21 | 14 | +7  | 26  |
|  | 3. | Generación Saprissa | 16 | 6 | 5 | 5 | 18 | 19 | -1  | 23  |
|  | 4. | Escazuceña          | 16 | 6 | 3 | 7 | 22 | 23 | -1  | 21  |
|  | 5. | Guanacasteca        | 16 | 5 | 6 | 5 | 22 | 24 | -2  | 21  |
|  | 6. | Jicaral Sercoba     | 16 | 6 | 3 | 7 | 19 | 22 | -3  | 21  |
|  | 7. | Municipal Grecia    | 16 | 5 | 4 | 7 | 22 | 25 | -3  | 19  |
|  | 8. | Alajuela Junior     | 16 | 5 | 4 | 7 | 25 | 31 | -6  | 19  |
|  | 9. | San Carlos          | 16 | 4 | 5 | 7 | 25 | 26 | -1  | 17  |

### Grupo B
|  |    | Equipos de fútbol                                                         | PJ | G  | E | P  | GF | GC | Dif | Pts |
|  | -- | ------------------------------------------------------------------------- | -- | -- | - | -- | -- | -- | --- | --- |
|  | 1. | CD. Barrio México                                                         | 16 | 10 | 3 | 3  | 49 | 24 | +25 | 33  |
|  | 2. | Selección de Osa                                                          | 16 | 9  | 3 | 4  | 33 | 21 | +12 | 30  |
|  | 3. | Cariari de Pococí                                                         | 16 | 9  | 3 | 4  | 32 | 24 | +8  | 30  |
|  | 4. | Real Lemusa                                                               | 16 | 9  | 1 | 6  | 28 | 27 | +1  | 28  |
|  | 5. | Aserrí FC                                                                 | 16 | 8  | 3 | 5  | 30 | 22 | +8  | 27  |
|  | 6. | Archivo:600px Bisection vertical White HEX-FF0000.svg Municipal Turrialba | 15 | 5  | 4 | 6  | 21 | 24 | -3  | 19  |
|  | 7. | Coto Brus                                                                 | 16 | 5  | 2 | 9  | 19 | 22 | -3  | 17  |
|  | 8. | ADF Siquirres                                                             | 16 | 3  | 2 | 11 | 19 | 43 | -24 | 11  |
|  | 9. | Jacó Rays FC                                                              | 15 | 1  | 3 | 11 | 17 | 41 | -24 | 6   |

### Tabla General
|  |     | Equipos de fútbol                                                         | PJ | G  | E | P  | GF | GC | Dif | Pts |
|  | --- | ------------------------------------------------------------------------- | -- | -- | - | -- | -- | -- | --- | --- |
|  | 1.  | Cariari de Pococí                                                         | 32 | 20 | 5 | 7  | 76 | 46 | +30 | 65  |
|  | 2.  | CD. Barrio México                                                         | 32 | 18 | 5 | 9  | 79 | 46 | +33 | 59  |
|  | 3.  | Puntarenas FC                                                             | 32 | 17 | 7 | 8  | 47 | 27 | +16 | 58  |
|  | 4.  | Municipal Liberia                                                         | 32 | 17 | 5 | 10 | 50 | 32 | +18 | 56  |
|  | 5.  | Selección de Osa                                                          | 32 | 16 | 7 | 9  | 62 | 44 | +18 | 55  |
|  | 6.  | Aserrí FC                                                                 | 32 | 15 | 6 | 11 | 62 | 50 | +12 | 51  |
|  | 7.  | Guanacasteca                                                              | 32 | 14 | 7 | 11 | 48 | 41 | +7  | 49  |
|  | 8.  | Escazuceña                                                                | 32 | 13 | 8 | 11 | 54 | 46 | +10 | 47  |
|  | 9.  | San Carlos                                                                | 32 | 13 | 8 | 11 | 51 | 48 | +3  | 47  |
|  | 10. | Coto Brus                                                                 | 32 | 13 | 6 | 13 | 42 | 42 | 0   | 45  |
|  | 11. | Real Lemusa                                                               | 32 | 13 | 5 | 14 | 46 | 63 | -17 | 44  |
|  | 12. | Alajuela Junior                                                           | 32 | 11 | 7 | 14 | 51 | 56 | -5  | 41  |
|  | 13. | Jicaral Sercoba                                                           | 32 | 12 | 6 | 14 | 46 | 58 | -12 | 41  |
|  | 14. | Generación Saprissa                                                       | 32 | 9  | 9 | 14 | 31 | 42 | -11 | 36  |
|  | 15. | Jacó Rays FC                                                              | 31 | 9  | 7 | 15 | 43 | 61 | -18 | 34  |
|  | 16. | Archivo:600px Bisection vertical White HEX-FF0000.svg Municipal Turrialba | 31 | 9  | 5 | 17 | 46 | 59 | -13 | 32  |
|  | 17. | Municipal Grecia                                                          | 32 | 7  | 6 | 19 | 40 | 71 | -31 | 27  |
|  | 18. | ADF Siquirres                                                             | 32 | 5  | 4 | 23 | 41 | 85 | -44 | 19  |

Pts = Puntos; PJ = Partidos jugados; G = Partidos ganados; E = Partidos empatados; P = Partidos perdidos; GF = Goles anotados; GC = Goles recibidos; Dif = Diferencia de goles
|  | En zona de descenso a la Tercera División. |

## Jornadas

### Primera vuelta
| Saprissa de Corazón    | 2 - 0 | Jicaral           | 10 de enero | Ricardo Saprissa  | 15:00 |
| Escazuceña             | 2 - 1 | San Carlos        | 10 de enero | Nicolás Macís     | 15:00 |
| Puntarenas FC          | 1 - 1 | Municipal Liberia | 11 de enero | Miguel Lito Pérez | 11:00 |
| Municipal Grecia       | 3 - 1 | Guanacasteca      | 11 de enero | Allen Riggioni    | 15:00 |
| Libre: Alajuela Junior |       |                   |             |                   |       |

| Aserrí              | 2 - 1 | Osa                 | 10 de enero | ST Center       | 15:00 |
| Barrio México       | 7 - 1 | Municipal Turrialba | 11 de enero | Coyella Fonseca | 11:00 |
| Siquirres           | 0 - 4 | Coto Brus           | 11 de enero | Juan Gobán      | 14:00 |
| Cariari             | 4 - 2 | Real Pococí         | 11 de enero | Comunal         | 14:20 |
| Libre: Jacó Rays FC |       |                     |             |                 |       |

| Alajuela Junior          | 1 - 0 | Escazuceña          | 15 de enero | Morera Soto             | 19:30 |
| Guanacasteca             | 1 - 0 | Generación Saprissa | 18 de enero | Chorotega               | 11:00 |
| Jicaral                  | 1 - 1 | Puntarenas FC       | 18 de enero | Asoc. Cívica de Jicaral | 11:00 |
| Municipal Grecia         | 3 - 3 | San Carlos          | 18 de enero | Allen Riggioni          | 15:00 |
| Libre: Municipal Liberia |       |                     |             |                         |       |

| Turrialba FC     | 3 - 1 | Aserrí FC      | 18 de enero | Rafael Ángel Camacho       | 11:00 |
| Osa              | 1 - 1 | Cariari        | 18 de enero | Municipal de Ciudad Cortés | 13:00 |
| Real Lemusa      | 3 - 2 | ADF. Siquirres | 18 de enero | Carlos Aguilera            | 15:00 |
| Jacó Rays        | 3 - 3 | Barrio México  | 18 de enero | Garabito                   | 15:00 |
| Libre: Coto Brus |       |                |             |                            |       |

| Municipal Grecia    | 0 - 2 | Alajuela Junior | 21 de enero | Allen Riggioni    | 15:00 |
| Puntarenas FC       | 2 - 2 | Guanacasteca    | 21 de enero | Miguel Lito Pérez | 15:00 |
| Generación Saprissa | 1 - 1 | San Carlos      | 21 de enero | Ricardo Saprissa  | 19:00 |
| Municipal Liberia   | 0 - 1 | Jicaral         | 21 de enero | Edgardo Baltodano | 20:00 |
| Libre: Escazuceña   |       |                 |             |                   |       |

| Siquirres        | 0 - 0 | Osa         | 21 de enero | Polideportivo de Siquirres | 15:00 |
| Cariari          | 2 - 1 | Turrialba   | 21 de enero | Comunal                    | 15:00 |
| Coto Brus        | 2 - 0 | Real Lemusa | 21 de enero | Hamilton Villalobos        | 15:00 |
| Aserrí FC        | 7 - 1 | Jacó Rays   | 21 de enero | ST Center                  | 15:00 |
| Libre: Coto Brus |       |             |             |                            |       |

| San Carlos      | 0 - 1 | Puntarenas FC       | 24 de enero | Pital         | 15:00 |
| Escazuceña      | 1 - 2 | Municipal Grecia    | 24 de enero | Nicolás Macís | 15:00 |
| Alajuela Junior | 2 - 2 | Generación Saprissa | 24 de enero | Morera Soto   | 16:00 |
| Guanacasteca    | 1 - 0 | Liberia             | 25 de enero | Chorotega     | 11:00 |
| Libre: Jicaral  |       |                     |             |               |       |

| Barrio México      | 2 - 3 | Aserrí FC      | 24 de enero | Coyella Fonseca      | 15:00 |
| Turrialba FC       | 5 - 1 | ADF. Siquirres | 25 de enero | Rafael Ángel Camacho | 11:00 |
| Osa                | 3 - 2 | Coto Brus      | 25 de enero | Ciudad Cortés        | 13:00 |
| Jacó Rays          | 0 - 2 | Cariari        | 25 de enero | Garabito             | 15:00 |
| Libre: Real Lemusa |       |                |             |                      |       |

| Escazuceña              | 1 - 0 | Generación Saprissa | 31 de enero  | Nicolás Macís               | 15:00 |
| Jicaral                 | 2 - 3 | Guanacasteca        | 1 de febrero | Cancha Asoc. Cívica Jicaral | 11:00 |
| Puntarenas FC           | 3 - 0 | Alajuela Junior     | 1 de febrero | Lito Pérez                  | 11:00 |
| Liberia                 | 1 - 0 | San Carlos          | 1 de febrero | Edgardo Baltodano           | 11:00 |
| Libre: Municipal Grecia |       |                     |              |                             |       |

| Coto Brus        | 0 - 1 | Turrialba FC  | 1 de febrero | Hamilton Villalobos        | 11:00 |
| Siquirres        | 3 - 2 | Jacó Rays     | 1 de febrero | Polideportivo de Siquirres | 14:00 |
| Cariari          | 3 - 3 | Barrio México | 1 de febrero | Comunal                    | 14:20 |
| Real Lemusa      | 0 - 2 | Osa           | 1 de febrero | Cancha Carlos Aguilera     | 15:00 |
| Libre: Aserrí FC |       |               |              |                            |       |

| Escazuceña          | 3 - 1 | Puntarenas FC       | 4 de febrero | Nicolás Macís  | 15:00 |
| Municipal Grecia    | 1 - 1 | Generación Saprissa | 4 de febrero | Allen Riggioni | 15:00 |
| San Carlos          | 2 - 1 | Jicaral             | 4 de febrero | Pital          | 15:00 |
| Alajuela Junior     | 0 - 3 | Liberia             | 4 de febrero | Morera Soto    | 16:00 |
| Libre: Guanacasteca |       |                     |              |                |       |

| Aserrí        | 3 - 2 | Cariari     | 4 de febrero | ST Center            | 15:00 |
| Turrialba FC  | 2 - 1 | Real Lemusa | 4 de febrero | Rafael Ángel Camacho | 15:00 |
| Jacó Rays     | 3 - 1 | Coto Brus   | 4 de febrero | Garabito             | 15:00 |
| Barrio México | 7 - 1 | Siquirres   | 4 de febrero | Coyella Fonseca      | 19:00 |
| Libre: Osa    |       |             |              |                      |       |

| Puntarenas FC              | 1 - 1 | Municipal Grecia | 8 de febrero | Miguel Lito Pérez | 11:00 |
| Guanacasteca               | 1 - 1 | San Carlos       | 8 de febrero | Chorotega         | 11:00 |
| Jicaral                    | 3 - 1 | Alajuela Junior  | 8 de febrero | Cancha Jicaral    | 11:00 |
| Liberia                    | 5 - 1 | Escazuceña       | 8 de febrero | Edgardo Baltodano | 11:00 |
| Libre: Generación Saprissa |       |                  |              |                   |       |

| Coto Brus      | 0 - 0 | Barrio México | 8 de febrero | Hamilton Villalobos        | 11:00 |
| Osa            | 2 - 0 | Turrialba FC  | 8 de febrero | Ciudad Cortés              | 13:00 |
| Siquirres      | 1 - 2 | Aserrí        | 8 de febrero | Polideportivo de Siquirres | 14:00 |
| Real Lemusa    | 3 - 0 | Jacó Rays     | 8 de febrero | Carlos Aguilera            | 15:00 |
| Libre: Cariari |       |               |              |                            |       |

| Escazuceña          | 3 - 1 | Jicaral       | 11 de febrero | Nicolás Macís    | 15:00 |
| Municipal Grecia    | 0 - 1 | Liberia       | 11 de febrero | Allen Riggioni   | 15:00 |
| Alajuela Junior     | 3 - 1 | Guanacasteca  | 11 de febrero | Morera Soto      | 16:00 |
| Generación Saprissa | 1 - 0 | Puntarenas FC | 12 de febrero | Ricardo Saprissa | 16:00 |
| Libre: San Carlos   |       |               |               |                  |       |

| Cariari             | 3 - 1 | Siquirres   | 11 de febrero | Comunal         | 15:00 |
| Jacó Rays           | 1 - 3 | Osa         | 11 de febrero | Garabito        | 15:00 |
| Aserrí              | 1 - 2 | Coto Brus   | 11 de febrero | ST Center       | 15:00 |
| Barrio México       | 4 - 5 | Real Lemusa | 11 de febrero | Coyella Fonseca | 20:00 |
| Libre: Turrialba FC |       |             |               |                 |       |

| Guanacasteca         | 1 - 1 | Escazuceña          | 15 de febrero | Chorotega                      | 11:00 |
| Liberia              | 2 - 0 | Generación Saprissa | 15 de febrero | Edgardo Baltodano              | 11:00 |
| San Carlos           | 2 - 1 | Alajuela Junior     | 15 de febrero | Pital                          | 11:00 |
| Jicaral              | 1 - 0 | Municipal Grecia    | 15 de febrero | Cancha Asoc. Cívica de Jicaral | 11:00 |
| Libre: Puntarenas FC |       |                     |               |                                |       |

| Coto Brus        | 2 - 1 | Cariari       | 15 de febrero | Hamilton Villalobos | 11:00 |
| Aserrí           | 1 - 1 | Real Lemusa   | 15 de febrero | ST Center           | 11:00 |
| Osa              | 1 - 2 | Barrio México | 15 de febrero | Ciudad Cortés       | 13:00 |
| Jacó Rays        | 2 - 2 | Turrialba FC  | 15 de febrero | Garabito            | 15:00 |
| Libre: Siquirres |       |               |               |                     |       |

### Segunda vuelta
| Jicaral                | 1 - 2 | Generación Saprissa | 22 de febrero | Cancha Asoc. Cívica | 11:00 |
| San Carlos             | 0 - 1 | Escazuceña          | 22 de febrero | Pital               | 11:00 |
| Liberia                | 0 - 2 | Puntarenas FC       | 22 de febrero | Edgardo Baltodano   | 11:00 |
| Guanacasteca           | 0 - 1 | Municipal Grecia    | 22 de febrero | Chorotega           | 11:00 |
| Libre: Alajuela Junior |       |                     |               |                     |       |

| Turrialba FC     | 0 - 1 | Barrio México | 22 de febrero | Rafael Ángel Camacho   | 11:00 |
| Coto Brus        | 1 - 2 | Siquirres     | 22 de febrero | Hamilton Villalobos    | 11:00 |
| Osa              | 2 - 0 | Aserrí FC     | 22 de febrero | Ciudad Cortés          | 13:00 |
| Real Lemusa      | 2 - 0 | Cariari       | 22 de febrero | Cancha Carlos Aguilera | 15:00 |
| Libre: Jacó Rays |       |               |               |                        |       |

| Escazuceña               | 3 - 1 | Alajuela Junior  | 28 de febrero | Nicolás Macís     | 15:00 |
| San Carlos               | 4 - 2 | Municipal Grecia | 1 de marzo    | Carlos Ugalde     | 11:00 |
| Puntarenas FC            | 1 - 0 | Jicaral          | 25 de marzo   | Miguel Lito Pérez | 19:00 |
| Generación Saprissa      | 2 - 1 | Guanacasteca     | 8 de abril    | Ricardo Saprissa  | 15:00 |
| Libre: Municipal Liberia |       |                  |               |                   |       |

| Barrio México    | 2 - 1 | Jacó Rays    |            | Coyella Fonseca         | 15:00 |
| Aserrí           | 1 - 1 | Turrialba FC | ST Center  | 15:00                   |       |
| Siquirres        | 1 - 2 | Real Lemusa  | 1 de marzo | Polideportivo Siquirres | 14:00 |
| Cariari          | 3 - 2 | Osa          | 1 de marzo | Comunal                 | 14:20 |
| Libre: Coto Brus |       |              |            |                         |       |

| Jicaral           | 1 - 0 | Liberia             | 4 de marzo | Cancha Jicaral | 15:00 |
| Alajuela Junior   | 1 - 1 | Municipal Grecia    | 4 de marzo | Morera Soto    | 18:00 |
| San Carlos        | 2 - 2 | Generación Saprissa | 4 de marzo | Carlos Ugalde  | 19:30 |
| Guanacasteca      | 0 - 0 | Puntarenas FC       | 1 de abril | Chorotega      | 15:00 |
| Libre: Escazuceña |       |                     |            |                |       |

| Osa                  | 3 - 1 | Siquirres | 4 de marzo | Ciudad Cortés          | 15:00 |
| Jacó Rays            | 0 - 1 | Aserrí    | 4 de marzo | Garabito               | 15:00 |
| Turrialba FC         | 1 - 2 | Cariari   | 4 de marzo | Rafael A. Camacho      | 15:00 |
| Real Lemusa          | 1 - 0 | Coto Brus | 4 de marzo | Cancha Carlos Aguilera | 15:00 |
| Libre: Barrio México |       |           |            |                        |       |

| Puntarenas FC       | 1 - 0 | San Carlos      | 28 de marzo | Miguel Lito Pérez | 19:00 |
| Liberia             | 2 - 1 | Guanacasteca    | 29 de marzo | Edgardo Baltodano | 11:00 |
| Municipal Grecia    | 2 - 1 | Escazuceña      | 29 de marzo | Allen Riggioni    | 15:00 |
| Generación Saprissa | 1 - 3 | Alajuela Junior | 15 de abril | Ricardo Saprissa  | 15:00 |
| Libre: Jicaral      |       |                 |             |                   |       |

| Aserrí             | -     | Barrio México | 28 de marzo | ST Center                  | 15:00 |
| Siquirres          | 2 - 2 | Turrialba     | Suspendidos | Polideportivo de Siquirres | 11:00 |
| Cariari            | 4 - 0 | Jacó Rays     | Suspendidos | Comunal                    | 14:20 |
| Coto Brus          | 1 - 2 | Osa           | Suspendidos |                            | 15:00 |
| Libre: Real Lemusa |       |               |             |                            |       |

| Guanacasteca            | 0 - 0 | Jicaral       | 15 de marzo | Chorotega       | 11:00 |
| Generación Saprissa     | 1 - 0 | Escazuceña    | 15 de marzo | Coyella Fonseca | 14:00 |
| Alajuela Junior         | 1 - 0 | Puntarenas FC | 8 de abril  | Morera Soto     | 18:00 |
| San Carlos              | 0 - 1 | Liberia       | 8 de abril  | Carlos Ugalde   | 19:30 |
| Libre: Municipal Grecia |       |               |             |                 |       |

| Barrio México    | 3 - 0 | Cariari     | 14 de marzo | Coyella Fonseca   | 15:00 |
| Turrialba FC     | 1 - 0 | Coto Brus   | 15 de marzo | Rafael A. Camacho | 11:00 |
| Osa              | 4 - 3 | Real Lemusa | 15 de marzo | Ciudad Cortés     | 13:00 |
| Jacó Rays        | 0 - 1 | Siquirres   | 15 de marzo | Garabito          | 15:00 |
| Libre: Aserrí FC |       |             |             |                   |       |

| Liberia             | 4 - 2 | Alajuela Junior  | 22 de marzo | Edgardo Baltodano | 11:00 |
| Generación Saprissa | 2 - 1 | Municipal Grecia | 24 de marzo | Ricardo Saprissa  | 19:00 |
| Jicaral             | 2 - 4 | San Carlos       | 15 de abril | Cancha Jicaral    |       |
| Puntarenas FC       | 2 - 0 | Escazuceña       | 15 de abril | Miguel Lito Pérez |       |
| Libre: Guanacasteca |       |                  |             |                   |       |

| Siquirres   | 1 - 3 | Barrio México | 22 de marzo | Polideportivo Siquirres | 11:00 |
| Cariari     | 1 - 1 | Aserrí        | 22 de marzo | Comunal                 | 14:20 |
| Coto Brus   | 2 - 2 | Jacó Rays     | 22 de marzo | Hamilton Villalobos     | 15:00 |
| Real Lemusa | 2 - 1 | Turrialba FC  | 22 de marzo |                         |       |
| Libre: Osa  |       |               |             |                         |       |

| Escazuceña                 | 0 - 0 | Liberia       | 1 de abril | Nicolás Macís  | 15:00 |
| Alajuela Junior            | 1 - 1 | Jicaral       | 2 de abril | Morera Soto    | 12:00 |
| San Carlos                 | 1 - 2 | Guanacasteca  | 4 de abril | Carlos Ugalde  | 19:30 |
| Municipal Grecia           | 2 - 1 | Puntarenas FC | 5 de abril | Allen Riggioni | 15:00 |
| Libre: Generación Saprissa |       |               |            |                |       |

| Barrio México  | 3 - 0 | Coto Brus   | 4 de abril | Coyella Fonseca      | 15:00 |
| Aserrí         | 3 - 0 | Siquirres   | 4 de abril | ST Center            | 15:00 |
| Turrialba FC   | 0 - 0 | Osa         | 5 de abril | Rafael Ángel Camacho | 11:00 |
| Jacó Rays      | 1 - 2 | Real Lemusa | 5 de abril | Garabito             | 15:00 |
| Libre: Cariari |       |             |            |                      |       |

| Puntarenas FC     | 3 - 1 | Generación Saprissa | 12 de abril | Miguel Lito Pérez | 15:00 |
| Guanacasteca      | 3 - 2 | Alajuela Junior     | 12 de abril | Chorotega         | 15:00 |
| Jicaral           | 2 - 1 | Escazuceña          | 12 de abril | Cancha Jicaral    | 15:00 |
| Liberia           | 3 - 2 | Municipal Grecia    | 12 de abril | Edgardo Baltodano | 15:00 |
| Libre: San Carlos |       |                     |             |                   |       |

| Siquirres           | 2 - 3 | Cariari       | 12 de abril | Polideportivo Siquirres | 15:00 |
| Osa                 | 5 - 1 | Jacó Rays     | 12 de abril | Ciudad Cortés           | 15:00 |
| Real Lemusa         | 0 - 3 | Barrio México | 12 de abril | Cancha Carlos Aguilera  | 15:00 |
| Coto Brus           | 2 - 1 | Aserrí        | 12 de abril | Hamilton Villalobos     | 15:00 |
| Libre: Turrialba FC |       |               |             |                         |       |

| Alajuela Junior      | 4 - 4 | San Carlos   | 19 de abril | Morera Soto      | 15:00 |
| Escazuceña           | 3 - 3 | Guanacasteca | 19 de abril | Nicolás Macís    | 15:00 |
| Municipal Grecia     | 1 - 2 | Jicaral      | 19 de abril | Allen Riggioni   | 15:00 |
| Generación Saprissa  | 0 - 0 | Liberia      | 19 de abril | Ricardo Saprissa | 15:00 |
| Libre: Puntarenas FC |       |              |             |                  |       |

| Barrio México    | 4 - 2 | Osa       | 19 de abril | Coyella Fonseca      | 15:00 |
| Real Lemusa      | 1 - 0 | Aserrí    | 19 de abril | Cancha La Colonia    | 15:00 |
| Cariari          | 1 - 0 | Coto Brus | 19 de abril | Comunal              | 15:00 |
| Turrialba FC     | -     | Jacó Rays | CANCELADO   | Rafael Ángel Camacho | 15:00 |
| Libre: Siquirres |       |           |             |                      |       |

## Fase Final
|  | Cuartos de final                        | Cuartos de final                        | Cuartos de final                        |   |                   | Semifinales                        | Semifinales                        | Semifinales                        |  |  | Final                              | Final                              | Final                              |
|  | Ida: 25 y 26 de abril Vuelta: 3 de mayo | Ida: 25 y 26 de abril Vuelta: 3 de mayo | Ida: 25 y 26 de abril Vuelta: 3 de mayo |   |                   | Ida: 10 de mayo Vuelta: 17 de mayo | Ida: 10 de mayo Vuelta: 17 de mayo | Ida: 10 de mayo Vuelta: 17 de mayo |  |  | Ida: 24 de mayo Vuelta: 31 de mayo | Ida: 24 de mayo Vuelta: 31 de mayo | Ida: 24 de mayo Vuelta: 31 de mayo |
|  |                                         |                                         |                                         |   |                   |                                    |                                    |                                    |  |  |                                    |                                    |                                    |
|  | Real Pococí                             | 0                                       | 0                                       |   |                   |                                    |                                    |                                    |  |  |                                    |                                    |                                    |
|  | Municipal Liberia                       | 4                                       | 4                                       |   |                   |                                    |                                    |                                    |  |  |                                    |                                    |                                    |
|  | Municipal Liberia                       | 4                                       | 4                                       |   | Municipal Liberia | 3                                  | 1                                  |                                    |  |  |                                    |                                    |                                    |
|  |                                         |                                         |                                         |   | Municipal Liberia | 3                                  | 1                                  |                                    |  |  |                                    |                                    |                                    |
|  |                                         | Generación Saprissa                     | 1                                       | 1 |                   |                                    |                                    |                                    |  |  |                                    |                                    |                                    |
|  | Gen. Saprissa                           | Generación Saprissa                     | 1                                       | 1 | 1                 | 2                                  |                                    |                                    |  |  |                                    |                                    |                                    |
|  | Gen. Saprissa                           |                                         |                                         |   | 1                 | 2                                  |                                    |                                    |  |  |                                    |                                    |                                    |
|  | Selección de Osa                        | 1                                       | 0                                       |   |                   |                                    |                                    |                                    |  |  |                                    |                                    |                                    |
|  |                                         |                                         |                                         |   |                   |                                    |                                    |                                    |  |  | Municipal Liberia                  | 2                                  | 2                                  |
|  |                                         |                                         | Escazuceña                              | 0 | 2                 |                                    |                                    |                                    |  |  |                                    |                                    |                                    |
|  | Cariari de Pococí                       | 2                                       | 0                                       |   |                   |                                    |                                    |                                    |  |  |                                    |                                    |                                    |
|  | Puntarenas FC                           | 2                                       | 0                                       |   |                   |                                    |                                    |                                    |  |  |                                    |                                    |                                    |
|  | Puntarenas FC                           | 2                                       | 0                                       |   | Cariari de Pococí | 1                                  | 1                                  |                                    |  |  |                                    |                                    |                                    |
|  |                                         |                                         |                                         |   | Cariari de Pococí | 1                                  | 1                                  |                                    |  |  |                                    |                                    |                                    |
|  |                                         | Escazuceña                              | 1                                       | 4 |                   |                                    |                                    |                                    |  |  |                                    |                                    |                                    |
|  | Escazuceña                              | Escazuceña                              | 1                                       | 4 | 2                 | 1                                  |                                    |                                    |  |  |                                    |                                    |                                    |
|  | Escazuceña                              |                                         |                                         |   | 2                 | 1                                  |                                    |                                    |  |  |                                    |                                    |                                    |
|  | Barrio México                           | 1                                       | 0                                       |   |                   |                                    |                                    |                                    |  |  |                                    |                                    |                                    |

## Cuartos de final
| 26 de abril de 2015 - 15:00 | Real Pococí | 0-4 (0:1) | Municipal Liberia                            | Cancha Carlos Aguilera, Guápiles |                             |
|                             |             |           | 31' (pen.) Chévez · 57' Martínez · 69' Matuz | Árbitro(s): Benjamín Pineda      | Árbitro(s): Benjamín Pineda |

| 3 de mayo de 2015 - 11:00 | Municipal Liberia | 4-0 (0:0) | Real Pococí | Edgardo Baltodano - 11:00, Liberia |  |
|                           | Matuz · Camareno  |           |             |                                    |  |

| 26 de abril de 2015 - 16:00 | Generación Saprissa | 1 - 1 (0:0) | Selección de Osa  | Estadio Ricardo Saprissa, Tibás |                           |
|                             | Flores (pen.)       |             | 78' (pen.) Picado | Árbitro(s): Isaac Mendoza       | Árbitro(s): Isaac Mendoza |

| 3 de mayo de 2015 - 11:00 | Selección de Osa | 0-2 (0:0) | Generación Saprissa | Municipal de Ciudad Cortés, Ciudad Cortés |                             |
|                           |                  |           | Myers               | Árbitro(s): Benjamín Pineda               | Árbitro(s): Benjamín Pineda |

| 25 de abril de 2015 - 19:00 | Puntarenas FC  | 2-2 (2:2) | Cariari de Pococí     | Estadio Miguel Lito Pérez, Puntarenas |                          |
|                             | Chacón 22' 34' |           | 11' Salas · 41' Acuña | Árbitro(s): Jimmy Torres              | Árbitro(s): Jimmy Torres |

| 3 de mayo de 2015 - 14:20 | Cariari de Pococí | 0-0 (0:0) | Puntarenas FC | Estadio Comunal, Cariari |  |

| 25 de abril de 2015 - 15:00 | Escazuceña            | 2-1 (1:0) | Barrio México | Estadio Nicolás Macís, Escazú |                               |
|                             | Araya 25' · Scott 70' |           | 55' Hall      | Árbitro(s): Adrián Chinchilla | Árbitro(s): Adrián Chinchilla |

| 2 de mayo de 2015 - 15:00 | Barrio México | 0-1 (0:1) | Escazuceña | Estadio Coyella Fonseca, Guadalupe |                        |
|                           |               |           | 2' Scott   | Árbitro(s): Danny Lobo             | Árbitro(s): Danny Lobo |

## Semifinales
| 9 de mayo de 2015 | Generación Saprissa | 1-3 (1:0) | Municipal Liberia          | Ricardo Saprissa, Tibás    |                            |
|                   | Tejeda              |           | Huertas · García · Miranda | Árbitro(s): Carlos Salazar | Árbitro(s): Carlos Salazar |

| 17 de mayo de 2015 | Municipal Liberia | 1-1 (1:0) | Generación Saprissa | Edgardo Baltodano - 11:00, Liberia |                        |
|                    | Miranda 44'       |           | 70' Munguía         | Árbitro(s): Danny Lobo             | Árbitro(s): Danny Lobo |

| 9 de mayo de 2015 - 15:00 | Escazuceña | 1-1 (0:0) | Cariari de Pococí | Estadio Nicolás Macís, Escazú |                               |
|                           | Araya      |           | Zapata            | Árbitro(s): Adrián Chinchilla | Árbitro(s): Adrián Chinchilla |

| 16 de mayo de 2015 - 19:15 | Cariari de Pococí | 1-4 (0:2) | Escazuceña                   | Estadio Comunal, Cariari |                          |
|                            | Salas 77' (pen.)  |           | 2' 75' 90' Scott · 12' Diach | Árbitro(s): Jimmy Torres | Árbitro(s): Jimmy Torres |

### Final - Ida
| 30    | POR   | Fernando Valverde   |  |
| 23    | DEF   | Jonathan Villalobos |  |
| 19    | DEF   | Andrés Benavidez    |  |
| 4     | DEF   | Jonathan Alvarado   |  |
| 7     | DEF   | Alejandro Vargas    |  |
| 11    | MED   | Fabián Montiel      |  |
| 16    | MED   | Michael Arias       |  |
| 12    | MED   | Roberto Rojas       |  |
| 8     | DEL   | Cristian Badilla    |  |
| 24    | DEL   | Yeremy Araya        |  |
| 21    | DEL   | David Diach         |  |
| D. T. | D. T. | Hamlet Morejón      |  |

| 22    | POR   | Douglas Forvis   |  |
| 17    | DEF   | Alonso Arias     |  |
| 8     | DEF   | Jonathan Jiménez |  |
| 16    | DEF   | Diego Angulo     |  |
| 4     | DEF   | René Miranda     |  |
| 15    | MED   | Cristian Reyes   |  |
| 14    | MED   | Walter Chévez    |  |
| 10    | MED   | Alex Martínez    |  |
| 6     | MED   | Kenneth García   |  |
| 2     | DEL   | Steven Miranda   |  |
| 12    | DEL   | Sebastián Matuz  |  |
| D. T. | D. T. | Orlando De León  |  |

| 12 | Defensa        | ? | Entró |
| 13 | Centrocampista | ? | Entró |
| 14 | Delantero      | ? | Entró |

| 12 | Defensa        | ? | Entró |
| 13 | Centrocampista | ? | Entró |
| 14 | Delantero      | ? | Entró |

| Anotado · Anotado | ? | : |

| Anotado · Anotado | ? | : |

| Amonestado · Amonestado | ? |

| Amonestado · Amonestado | ? |

| Expulsado · Otorgado · Expulsado | ? |

| Expulsado · Otorgado · Expulsado | ? |

| Principal  | Isaac Mendoza  |
| Asistentes | Víctor Ramírez |
|            | David Carballo |
| Cuarto     | Rónald Arroyo  |

|                    |   |   |
| Tiros              | - | - |
| Tiros a puerta     | - | - |
| Faltas             | - | - |
| Saques de esquina  | - | - |
| Penaltis           | - | - |
| Fueras de juego    | - | - |
| Posesión del balón | % | % |

| Alineación inicial |

| 30    | POR   | Fernando Valverde   |  |
| 23    | DEF   | Jonathan Villalobos |  |
| 19    | DEF   | Andrés Benavidez    |  |
| 4     | DEF   | Jonathan Alvarado   |  |
| 7     | DEF   | Alejandro Vargas    |  |
| 11    | MED   | Fabián Montiel      |  |
| 16    | MED   | Michael Arias       |  |
| 12    | MED   | Roberto Rojas       |  |
| 8     | DEL   | Cristian Badilla    |  |
| 24    | DEL   | Yeremy Araya        |  |
| 21    | DEL   | David Diach         |  |
| D. T. | D. T. | Hamlet Morejón      |  |

| 22    | POR   | Douglas Forvis   |  |
| 17    | DEF   | Alonso Arias     |  |
| 8     | DEF   | Jonathan Jiménez |  |
| 16    | DEF   | Diego Angulo     |  |
| 4     | DEF   | René Miranda     |  |
| 15    | MED   | Cristian Reyes   |  |
| 14    | MED   | Walter Chévez    |  |
| 10    | MED   | Alex Martínez    |  |
| 6     | MED   | Kenneth García   |  |
| 2     | DEL   | Steven Miranda   |  |
| 12    | DEL   | Sebastián Matuz  |  |
| D. T. | D. T. | Orlando De León  |  |

| 12 | Defensa        | ? | Entró |
| 13 | Centrocampista | ? | Entró |
| 14 | Delantero      | ? | Entró |

| 12 | Defensa        | ? | Entró |
| 13 | Centrocampista | ? | Entró |
| 14 | Delantero      | ? | Entró |

| Anotado · Anotado | ? | : |

| Anotado · Anotado | ? | : |

| Amonestado · Amonestado | ? |

| Amonestado · Amonestado | ? |

| Expulsado · Otorgado · Expulsado | ? |

| Expulsado · Otorgado · Expulsado | ? |

| Principal  | Isaac Mendoza  |
| Asistentes | Víctor Ramírez |
|            | David Carballo |
| Cuarto     | Rónald Arroyo  |

|                    |   |   |
| Tiros              | - | - |
| Tiros a puerta     | - | - |
| Faltas             | - | - |
| Saques de esquina  | - | - |
| Penaltis           | - | - |
| Fueras de juego    | - | - |
| Posesión del balón | % | % |

| Alineación inicial |

| 30    | POR   | Fernando Valverde   |  |
| 23    | DEF   | Jonathan Villalobos |  |
| 19    | DEF   | Andrés Benavidez    |  |
| 4     | DEF   | Jonathan Alvarado   |  |
| 7     | DEF   | Alejandro Vargas    |  |
| 11    | MED   | Fabián Montiel      |  |
| 16    | MED   | Michael Arias       |  |
| 12    | MED   | Roberto Rojas       |  |
| 8     | DEL   | Cristian Badilla    |  |
| 24    | DEL   | Yeremy Araya        |  |
| 21    | DEL   | David Diach         |  |
| D. T. | D. T. | Hamlet Morejón      |  |

| 22    | POR   | Douglas Forvis   |  |
| 17    | DEF   | Alonso Arias     |  |
| 8     | DEF   | Jonathan Jiménez |  |
| 16    | DEF   | Diego Angulo     |  |
| 4     | DEF   | René Miranda     |  |
| 15    | MED   | Cristian Reyes   |  |
| 14    | MED   | Walter Chévez    |  |
| 10    | MED   | Alex Martínez    |  |
| 6     | MED   | Kenneth García   |  |
| 2     | DEL   | Steven Miranda   |  |
| 12    | DEL   | Sebastián Matuz  |  |
| D. T. | D. T. | Orlando De León  |  |

| 12 | Defensa        | ? | Entró |
| 13 | Centrocampista | ? | Entró |
| 14 | Delantero      | ? | Entró |

| 12 | Defensa        | ? | Entró |
| 13 | Centrocampista | ? | Entró |
| 14 | Delantero      | ? | Entró |

| Anotado · Anotado | ? | : |

| Anotado · Anotado | ? | : |

| Amonestado · Amonestado | ? |

| Amonestado · Amonestado | ? |

| Expulsado · Otorgado · Expulsado | ? |

| Expulsado · Otorgado · Expulsado | ? |

| Principal  | Isaac Mendoza  |
| Asistentes | Víctor Ramírez |
|            | David Carballo |
| Cuarto     | Rónald Arroyo  |

|                    |   |   |
| Tiros              | - | - |
| Tiros a puerta     | - | - |
| Faltas             | - | - |
| Saques de esquina  | - | - |
| Penaltis           | - | - |
| Fueras de juego    | - | - |
| Posesión del balón | % | % |

| Alineación inicial |

| 30    | POR   | Fernando Valverde   |  |
| 23    | DEF   | Jonathan Villalobos |  |
| 19    | DEF   | Andrés Benavidez    |  |
| 4     | DEF   | Jonathan Alvarado   |  |
| 7     | DEF   | Alejandro Vargas    |  |
| 11    | MED   | Fabián Montiel      |  |
| 16    | MED   | Michael Arias       |  |
| 12    | MED   | Roberto Rojas       |  |
| 8     | DEL   | Cristian Badilla    |  |
| 24    | DEL   | Yeremy Araya        |  |
| 21    | DEL   | David Diach         |  |
| D. T. | D. T. | Hamlet Morejón      |  |

| 22    | POR   | Douglas Forvis   |  |
| 17    | DEF   | Alonso Arias     |  |
| 8     | DEF   | Jonathan Jiménez |  |
| 16    | DEF   | Diego Angulo     |  |
| 4     | DEF   | René Miranda     |  |
| 15    | MED   | Cristian Reyes   |  |
| 14    | MED   | Walter Chévez    |  |
| 10    | MED   | Alex Martínez    |  |
| 6     | MED   | Kenneth García   |  |
| 2     | DEL   | Steven Miranda   |  |
| 12    | DEL   | Sebastián Matuz  |  |
| D. T. | D. T. | Orlando De León  |  |

| 12 | Defensa        | ? | Entró |
| 13 | Centrocampista | ? | Entró |
| 14 | Delantero      | ? | Entró |

| 12 | Defensa        | ? | Entró |
| 13 | Centrocampista | ? | Entró |
| 14 | Delantero      | ? | Entró |

| Anotado · Anotado | ? | : |

| Anotado · Anotado | ? | : |

| Amonestado · Amonestado | ? |

| Amonestado · Amonestado | ? |

| Expulsado · Otorgado · Expulsado | ? |

| Expulsado · Otorgado · Expulsado | ? |

| Principal  | Isaac Mendoza  |
| Asistentes | Víctor Ramírez |
|            | David Carballo |
| Cuarto     | Rónald Arroyo  |

|                    |   |   |
| Tiros              | - | - |
| Tiros a puerta     | - | - |
| Faltas             | - | - |
| Saques de esquina  | - | - |
| Penaltis           | - | - |
| Fueras de juego    | - | - |
| Posesión del balón | % | % |

| Alineación inicial |

### Final - Vuelta
| 22    | POR   | Douglas Forvis   |     |
| 4     | DEF   | René Miranda     |     |
| 8     | DEF   | Jonathan Jiménez |     |
| 16    | DEF   | Diego Angulo     |     |
| 17    | DEF   | Alonso Arias     | 36' |
| 6     | MED   | Kenneth García   | 77' |
| 10    | MED   | Alex Martínez    |     |
| 14    | MED   | Walter Chévez    |     |
| 15    | MED   | Cristian Reyes   |     |
| 2     | DEL   | Steven Miranda   |     |
| 12    | DEL   | Sebastián Matuz  |     |
| D. T. | D. T. | Orlando De León  |     |

| 30    | POR   | Fernando Valverde   |     |
| 23    | DEF   | Jonathan Villalobos |     |
| 4     | DEF   | Jonathan Alvarado   |     |
| 7     | DEF   | Alejandro Vargas    |     |
| 11    | DEF   | Fabián Montiel      | 68' |
| 12    | MED   | Roberto Rojas       |     |
| 8     | MED   | Cristian Badilla    |     |
| 16    | MED   | Michael Arias       |     |
| 24    | MED   | Yeremy Araya        | 80' |
| 14    | DEL   | William Sojo        | 59' |
| 9     | DEL   | Jean Scott          |     |
| D. T. | D. T. | Hamlet Morejón      |     |

| 11 | Delantero | Irving Huertas | 36'   |
| 28 | Defensa   | Jorge Retana   | 77'   |
| 14 | Delantero | ?              | Entró |

| 21 | Delantero      | David Diach   | 59' |
| 18 | Centrocampista | Ricardo Valle | 68' |
| 17 | Delantero      | Wílmer López  | 80' |

| 41' · 88' | Alex Martínez Irving Huertas | 1:2 2:2 |

| 28' · 32' | Yeremy Araya Jean Scott | 0:1 0:2 |

| Amonestado | Irving Huertas |

| 40' · 40' · 65' · 75' | Roberto Rojas Cristian Badilla Fabián Montiel Jean Scott |

| · 89' | Irving Huertas |

| Principal  | Benjamín Pineda |
| Asistentes | Andrés Arrieta  |
|            | Douglas Zúñiga  |
| Cuarto     | Danny Lobo      |

|                    |   |   |
| Tiros              | - | - |
| Tiros a puerta     | - | - |
| Faltas             | - | - |
| Saques de esquina  | - | - |
| Penaltis           | - | - |
| Fueras de juego    | - | - |
| Posesión del balón | % | % |

| Alineación inicial |

| 22    | POR   | Douglas Forvis   |     |
| 4     | DEF   | René Miranda     |     |
| 8     | DEF   | Jonathan Jiménez |     |
| 16    | DEF   | Diego Angulo     |     |
| 17    | DEF   | Alonso Arias     | 36' |
| 6     | MED   | Kenneth García   | 77' |
| 10    | MED   | Alex Martínez    |     |
| 14    | MED   | Walter Chévez    |     |
| 15    | MED   | Cristian Reyes   |     |
| 2     | DEL   | Steven Miranda   |     |
| 12    | DEL   | Sebastián Matuz  |     |
| D. T. | D. T. | Orlando De León  |     |

| 30    | POR   | Fernando Valverde   |     |
| 23    | DEF   | Jonathan Villalobos |     |
| 4     | DEF   | Jonathan Alvarado   |     |
| 7     | DEF   | Alejandro Vargas    |     |
| 11    | DEF   | Fabián Montiel      | 68' |
| 12    | MED   | Roberto Rojas       |     |
| 8     | MED   | Cristian Badilla    |     |
| 16    | MED   | Michael Arias       |     |
| 24    | MED   | Yeremy Araya        | 80' |
| 14    | DEL   | William Sojo        | 59' |
| 9     | DEL   | Jean Scott          |     |
| D. T. | D. T. | Hamlet Morejón      |     |

| 11 | Delantero | Irving Huertas | 36'   |
| 28 | Defensa   | Jorge Retana   | 77'   |
| 14 | Delantero | ?              | Entró |

| 21 | Delantero      | David Diach   | 59' |
| 18 | Centrocampista | Ricardo Valle | 68' |
| 17 | Delantero      | Wílmer López  | 80' |

| 41' · 88' | Alex Martínez Irving Huertas | 1:2 2:2 |

| 28' · 32' | Yeremy Araya Jean Scott | 0:1 0:2 |

| Amonestado | Irving Huertas |

| 40' · 40' · 65' · 75' | Roberto Rojas Cristian Badilla Fabián Montiel Jean Scott |

| · 89' | Irving Huertas |

| Principal  | Benjamín Pineda |
| Asistentes | Andrés Arrieta  |
|            | Douglas Zúñiga  |
| Cuarto     | Danny Lobo      |

|                    |   |   |
| Tiros              | - | - |
| Tiros a puerta     | - | - |
| Faltas             | - | - |
| Saques de esquina  | - | - |
| Penaltis           | - | - |
| Fueras de juego    | - | - |
| Posesión del balón | % | % |

| Alineación inicial |

| 22    | POR   | Douglas Forvis   |     |
| 4     | DEF   | René Miranda     |     |
| 8     | DEF   | Jonathan Jiménez |     |
| 16    | DEF   | Diego Angulo     |     |
| 17    | DEF   | Alonso Arias     | 36' |
| 6     | MED   | Kenneth García   | 77' |
| 10    | MED   | Alex Martínez    |     |
| 14    | MED   | Walter Chévez    |     |
| 15    | MED   | Cristian Reyes   |     |
| 2     | DEL   | Steven Miranda   |     |
| 12    | DEL   | Sebastián Matuz  |     |
| D. T. | D. T. | Orlando De León  |     |

| 30    | POR   | Fernando Valverde   |     |
| 23    | DEF   | Jonathan Villalobos |     |
| 4     | DEF   | Jonathan Alvarado   |     |
| 7     | DEF   | Alejandro Vargas    |     |
| 11    | DEF   | Fabián Montiel      | 68' |
| 12    | MED   | Roberto Rojas       |     |
| 8     | MED   | Cristian Badilla    |     |
| 16    | MED   | Michael Arias       |     |
| 24    | MED   | Yeremy Araya        | 80' |
| 14    | DEL   | William Sojo        | 59' |
| 9     | DEL   | Jean Scott          |     |
| D. T. | D. T. | Hamlet Morejón      |     |

| 11 | Delantero | Irving Huertas | 36'   |
| 28 | Defensa   | Jorge Retana   | 77'   |
| 14 | Delantero | ?              | Entró |

| 21 | Delantero      | David Diach   | 59' |
| 18 | Centrocampista | Ricardo Valle | 68' |
| 17 | Delantero      | Wílmer López  | 80' |

| 41' · 88' | Alex Martínez Irving Huertas | 1:2 2:2 |

| 28' · 32' | Yeremy Araya Jean Scott | 0:1 0:2 |

| Amonestado | Irving Huertas |

| 40' · 40' · 65' · 75' | Roberto Rojas Cristian Badilla Fabián Montiel Jean Scott |

| · 89' | Irving Huertas |

| Principal  | Benjamín Pineda |
| Asistentes | Andrés Arrieta  |
|            | Douglas Zúñiga  |
| Cuarto     | Danny Lobo      |

|                    |   |   |
| Tiros              | - | - |
| Tiros a puerta     | - | - |
| Faltas             | - | - |
| Saques de esquina  | - | - |
| Penaltis           | - | - |
| Fueras de juego    | - | - |
| Posesión del balón | % | % |

| Alineación inicial |

| 22    | POR   | Douglas Forvis   |     |
| 4     | DEF   | René Miranda     |     |
| 8     | DEF   | Jonathan Jiménez |     |
| 16    | DEF   | Diego Angulo     |     |
| 17    | DEF   | Alonso Arias     | 36' |
| 6     | MED   | Kenneth García   | 77' |
| 10    | MED   | Alex Martínez    |     |
| 14    | MED   | Walter Chévez    |     |
| 15    | MED   | Cristian Reyes   |     |
| 2     | DEL   | Steven Miranda   |     |
| 12    | DEL   | Sebastián Matuz  |     |
| D. T. | D. T. | Orlando De León  |     |

| 30    | POR   | Fernando Valverde   |     |
| 23    | DEF   | Jonathan Villalobos |     |
| 4     | DEF   | Jonathan Alvarado   |     |
| 7     | DEF   | Alejandro Vargas    |     |
| 11    | DEF   | Fabián Montiel      | 68' |
| 12    | MED   | Roberto Rojas       |     |
| 8     | MED   | Cristian Badilla    |     |
| 16    | MED   | Michael Arias       |     |
| 24    | MED   | Yeremy Araya        | 80' |
| 14    | DEL   | William Sojo        | 59' |
| 9     | DEL   | Jean Scott          |     |
| D. T. | D. T. | Hamlet Morejón      |     |

| 11 | Delantero | Irving Huertas | 36'   |
| 28 | Defensa   | Jorge Retana   | 77'   |
| 14 | Delantero | ?              | Entró |

| 21 | Delantero      | David Diach   | 59' |
| 18 | Centrocampista | Ricardo Valle | 68' |
| 17 | Delantero      | Wílmer López  | 80' |

| 41' · 88' | Alex Martínez Irving Huertas | 1:2 2:2 |

| 28' · 32' | Yeremy Araya Jean Scott | 0:1 0:2 |

| Amonestado | Irving Huertas |

| 40' · 40' · 65' · 75' | Roberto Rojas Cristian Badilla Fabián Montiel Jean Scott |

| · 89' | Irving Huertas |

| Principal  | Benjamín Pineda |
| Asistentes | Andrés Arrieta  |
|            | Douglas Zúñiga  |
| Cuarto     | Danny Lobo      |

|                    |   |   |
| Tiros              | - | - |
| Tiros a puerta     | - | - |
| Faltas             | - | - |
| Saques de esquina  | - | - |
| Penaltis           | - | - |
| Fueras de juego    | - | - |
| Posesión del balón | % | % |

| Alineación inicial |

## Final Nacional por el Ascenso

### Final - Ida
| 22    | Guardameta     | Douglas Forvis   |     |
| 2     | Defensa        | Steven Miranda   |     |
| 4     | Defensa        | René Miranda     | 46' |
| 17    | Defensa        | Alonso Arias     |     |
| 10    | Centrocampista | Alex Martínez    |     |
| 6     | Centrocampista | Kenneth García   |     |
| 8     | Centrocampista | Jonathan Jiménez |     |
| 14    | Centrocampista | Walter Chévez    |     |
| 15    | Delantero      | Cristian Reyes   |     |
| 18    | Delantero      | Javier Camareno  |     |
| 12    | Delantero      | Sebastián Matuz  | 81' |
| D. T. | D. T.          | Orlando De León  |     |

| 30    | Guardameta     | Guillermo Moreira |     |
| 5     | Defensa        | Rafael Núñez      |     |
| 6     | Defensa        | Roberto Wong      |     |
| 13    | Defensa        | Daniel Vallejos   |     |
| 16    | Defensa        | Jeisson Peña      |     |
| 28    | Centrocampista | Wilmar Núñez      |     |
| 10    | Centrocampista | Francisco Flores  |     |
| 11    | Centrocampista | Johnny Chacón     | 78' |
| 8     | Centrocampista | Cristian Blanco   |     |
| 9     | Delantero      | Kevin Arrieta     | 60' |
| 23    | Delantero      | Mario Camacho     |     |
| D. T. | D. T.          | Luis Diego Arnáez |     |

| 5  | Centrocampista | Cristian Martínez | 46'   |
|    | Centrocampista | Kevin Alvarado    | 81'   |
| 28 | Defensa        | Jorge Retana      | Entró |

| 27 | Centrocampista | Luis González      | Entró |
| 26 | Delantero      | Carlos González    | 60'   |
| 4  | Defensa        | Jean Carlo Sánchez | 78'   |

| 34' | Kenneth García | 1:0 |

| 28' · 36' | Walter Chévez Alonso Arias |

| 16' · 44' · | Francisco Flores Roberto Wong Kevin Arrieta Daniel Vallejos |

| Principal  | Jimmy Torres   |
| Asistentes | Danny Sojo     |
|            | Douglas Zúñiga |
| Cuarto     | Rónald Arroyo  |

|                    |   |   |
| Tiros              | - | - |
| Tiros a puerta     | - | - |
| Faltas             | - | - |
| Saques de esquina  | - | - |
| Penaltis           | - | - |
| Fueras de juego    | - | - |
| Posesión del balón | % | % |

| Alineación inicial |

| 22    | Guardameta     | Douglas Forvis   |     |
| 2     | Defensa        | Steven Miranda   |     |
| 4     | Defensa        | René Miranda     | 46' |
| 17    | Defensa        | Alonso Arias     |     |
| 10    | Centrocampista | Alex Martínez    |     |
| 6     | Centrocampista | Kenneth García   |     |
| 8     | Centrocampista | Jonathan Jiménez |     |
| 14    | Centrocampista | Walter Chévez    |     |
| 15    | Delantero      | Cristian Reyes   |     |
| 18    | Delantero      | Javier Camareno  |     |
| 12    | Delantero      | Sebastián Matuz  | 81' |
| D. T. | D. T.          | Orlando De León  |     |

| 30    | Guardameta     | Guillermo Moreira |     |
| 5     | Defensa        | Rafael Núñez      |     |
| 6     | Defensa        | Roberto Wong      |     |
| 13    | Defensa        | Daniel Vallejos   |     |
| 16    | Defensa        | Jeisson Peña      |     |
| 28    | Centrocampista | Wilmar Núñez      |     |
| 10    | Centrocampista | Francisco Flores  |     |
| 11    | Centrocampista | Johnny Chacón     | 78' |
| 8     | Centrocampista | Cristian Blanco   |     |
| 9     | Delantero      | Kevin Arrieta     | 60' |
| 23    | Delantero      | Mario Camacho     |     |
| D. T. | D. T.          | Luis Diego Arnáez |     |

| 5  | Centrocampista | Cristian Martínez | 46'   |
|    | Centrocampista | Kevin Alvarado    | 81'   |
| 28 | Defensa        | Jorge Retana      | Entró |

| 27 | Centrocampista | Luis González      | Entró |
| 26 | Delantero      | Carlos González    | 60'   |
| 4  | Defensa        | Jean Carlo Sánchez | 78'   |

| 34' | Kenneth García | 1:0 |

| 28' · 36' | Walter Chévez Alonso Arias |

| 16' · 44' · | Francisco Flores Roberto Wong Kevin Arrieta Daniel Vallejos |

| Principal  | Jimmy Torres   |
| Asistentes | Danny Sojo     |
|            | Douglas Zúñiga |
| Cuarto     | Rónald Arroyo  |

|                    |   |   |
| Tiros              | - | - |
| Tiros a puerta     | - | - |
| Faltas             | - | - |
| Saques de esquina  | - | - |
| Penaltis           | - | - |
| Fueras de juego    | - | - |
| Posesión del balón | % | % |

| Alineación inicial |

| 22    | Guardameta     | Douglas Forvis   |     |
| 2     | Defensa        | Steven Miranda   |     |
| 4     | Defensa        | René Miranda     | 46' |
| 17    | Defensa        | Alonso Arias     |     |
| 10    | Centrocampista | Alex Martínez    |     |
| 6     | Centrocampista | Kenneth García   |     |
| 8     | Centrocampista | Jonathan Jiménez |     |
| 14    | Centrocampista | Walter Chévez    |     |
| 15    | Delantero      | Cristian Reyes   |     |
| 18    | Delantero      | Javier Camareno  |     |
| 12    | Delantero      | Sebastián Matuz  | 81' |
| D. T. | D. T.          | Orlando De León  |     |

| 30    | Guardameta     | Guillermo Moreira |     |
| 5     | Defensa        | Rafael Núñez      |     |
| 6     | Defensa        | Roberto Wong      |     |
| 13    | Defensa        | Daniel Vallejos   |     |
| 16    | Defensa        | Jeisson Peña      |     |
| 28    | Centrocampista | Wilmar Núñez      |     |
| 10    | Centrocampista | Francisco Flores  |     |
| 11    | Centrocampista | Johnny Chacón     | 78' |
| 8     | Centrocampista | Cristian Blanco   |     |
| 9     | Delantero      | Kevin Arrieta     | 60' |
| 23    | Delantero      | Mario Camacho     |     |
| D. T. | D. T.          | Luis Diego Arnáez |     |

| 5  | Centrocampista | Cristian Martínez | 46'   |
|    | Centrocampista | Kevin Alvarado    | 81'   |
| 28 | Defensa        | Jorge Retana      | Entró |

| 27 | Centrocampista | Luis González      | Entró |
| 26 | Delantero      | Carlos González    | 60'   |
| 4  | Defensa        | Jean Carlo Sánchez | 78'   |

| 34' | Kenneth García | 1:0 |

| 28' · 36' | Walter Chévez Alonso Arias |

| 16' · 44' · | Francisco Flores Roberto Wong Kevin Arrieta Daniel Vallejos |

| Principal  | Jimmy Torres   |
| Asistentes | Danny Sojo     |
|            | Douglas Zúñiga |
| Cuarto     | Rónald Arroyo  |

|                    |   |   |
| Tiros              | - | - |
| Tiros a puerta     | - | - |
| Faltas             | - | - |
| Saques de esquina  | - | - |
| Penaltis           | - | - |
| Fueras de juego    | - | - |
| Posesión del balón | % | % |

| Alineación inicial |

| 22    | Guardameta     | Douglas Forvis   |     |
| 2     | Defensa        | Steven Miranda   |     |
| 4     | Defensa        | René Miranda     | 46' |
| 17    | Defensa        | Alonso Arias     |     |
| 10    | Centrocampista | Alex Martínez    |     |
| 6     | Centrocampista | Kenneth García   |     |
| 8     | Centrocampista | Jonathan Jiménez |     |
| 14    | Centrocampista | Walter Chévez    |     |
| 15    | Delantero      | Cristian Reyes   |     |
| 18    | Delantero      | Javier Camareno  |     |
| 12    | Delantero      | Sebastián Matuz  | 81' |
| D. T. | D. T.          | Orlando De León  |     |

| 30    | Guardameta     | Guillermo Moreira |     |
| 5     | Defensa        | Rafael Núñez      |     |
| 6     | Defensa        | Roberto Wong      |     |
| 13    | Defensa        | Daniel Vallejos   |     |
| 16    | Defensa        | Jeisson Peña      |     |
| 28    | Centrocampista | Wilmar Núñez      |     |
| 10    | Centrocampista | Francisco Flores  |     |
| 11    | Centrocampista | Johnny Chacón     | 78' |
| 8     | Centrocampista | Cristian Blanco   |     |
| 9     | Delantero      | Kevin Arrieta     | 60' |
| 23    | Delantero      | Mario Camacho     |     |
| D. T. | D. T.          | Luis Diego Arnáez |     |

| 5  | Centrocampista | Cristian Martínez | 46'   |
|    | Centrocampista | Kevin Alvarado    | 81'   |
| 28 | Defensa        | Jorge Retana      | Entró |

| 27 | Centrocampista | Luis González      | Entró |
| 26 | Delantero      | Carlos González    | 60'   |
| 4  | Defensa        | Jean Carlo Sánchez | 78'   |

| 34' | Kenneth García | 1:0 |

| 28' · 36' | Walter Chévez Alonso Arias |

| 16' · 44' · | Francisco Flores Roberto Wong Kevin Arrieta Daniel Vallejos |

| Principal  | Jimmy Torres   |
| Asistentes | Danny Sojo     |
|            | Douglas Zúñiga |
| Cuarto     | Rónald Arroyo  |

|                    |   |   |
| Tiros              | - | - |
| Tiros a puerta     | - | - |
| Faltas             | - | - |
| Saques de esquina  | - | - |
| Penaltis           | - | - |
| Fueras de juego    | - | - |
| Posesión del balón | % | % |

| Alineación inicial |

### Final - Vuelta
| 30    | POR   | Guillermo Moreira    |     |
| 4     | DEF   | Jean Carlo Sánchez   |     |
| 5     | DEF   | Rafael Núñez         | 66' |
| 6     | DEF   | Roberto Wong         |     |
| 13    | DEF   | Luis Daniel Vallejos |     |
| 10    | MED   | Francisco Flores     |     |
| 16    | MED   | Jeisson Peña         |     |
| 7     | MED   | Luis González        |     |
| 8     | DEL   | Cristian Blanco      |     |
| 11    | DEL   | Johnny Chacón        |     |
| 23    | DEL   | Mario Camacho        |     |
| D. T. | D. T. | Luis Diego Arnáez    |     |

| 22    | POR   | Douglas Forvis    |     |
| 17    | DEF   | Alonso Arias      |     |
| 8     | DEF   | Jonathan Jiménez  |     |
| 2     | DEF   | Steven Miranda    |     |
| 4     | DEF   | René Miranda      | 83' |
| 15    | MED   | Cristian Reyes    |     |
| 14    | MED   | Walter Chévez     |     |
| 10    | MED   | Alex Martínez     | 79' |
| 6     | MED   | Kenneth García    |     |
| 5     | DEL   | Cristian Martínez | 60' |
| 12    | DEL   | Sebastián Matuz   |     |
| D. T. | D. T. | Orlando De León   |     |

| 26 | Centrocampista | Carlos González | 66' |
| 9  | Delantero      | Kevin Arrieta   | 78' |
| 28 | Delantero      | Wilmar Núñez    | 78' |

| 11 | Delantero      | Irvin Huertas | 60' |
| 28 | Centrocampista | Jorge Retana  | 79' |
| 16 | Defensa        | Diego Angulo  | 83' |

| 90+2' | Johnny Chacón | 1:1 |

| 73' | René Miranda | 0:1 |

| 6' | Roberto Wong |

| 56' · 56' | Kenneth García Walter Chévez |

| Principal  | Adrián Chinchilla |
| Asistentes | Víctor Ramírez    |
|            | Andrés Arrieta    |
| Cuarto     | Danny Lobo        |

|                    |   |   |
| Tiros              | - | - |
| Tiros a puerta     | - | - |
| Faltas             | - | - |
| Saques de esquina  | - | - |
| Penaltis           | - | - |
| Fueras de juego    | - | - |
| Posesión del balón | % | % |

| Alineación inicial |

| 30    | POR   | Guillermo Moreira    |     |
| 4     | DEF   | Jean Carlo Sánchez   |     |
| 5     | DEF   | Rafael Núñez         | 66' |
| 6     | DEF   | Roberto Wong         |     |
| 13    | DEF   | Luis Daniel Vallejos |     |
| 10    | MED   | Francisco Flores     |     |
| 16    | MED   | Jeisson Peña         |     |
| 7     | MED   | Luis González        |     |
| 8     | DEL   | Cristian Blanco      |     |
| 11    | DEL   | Johnny Chacón        |     |
| 23    | DEL   | Mario Camacho        |     |
| D. T. | D. T. | Luis Diego Arnáez    |     |

| 22    | POR   | Douglas Forvis    |     |
| 17    | DEF   | Alonso Arias      |     |
| 8     | DEF   | Jonathan Jiménez  |     |
| 2     | DEF   | Steven Miranda    |     |
| 4     | DEF   | René Miranda      | 83' |
| 15    | MED   | Cristian Reyes    |     |
| 14    | MED   | Walter Chévez     |     |
| 10    | MED   | Alex Martínez     | 79' |
| 6     | MED   | Kenneth García    |     |
| 5     | DEL   | Cristian Martínez | 60' |
| 12    | DEL   | Sebastián Matuz   |     |
| D. T. | D. T. | Orlando De León   |     |

| 26 | Centrocampista | Carlos González | 66' |
| 9  | Delantero      | Kevin Arrieta   | 78' |
| 28 | Delantero      | Wilmar Núñez    | 78' |

| 11 | Delantero      | Irvin Huertas | 60' |
| 28 | Centrocampista | Jorge Retana  | 79' |
| 16 | Defensa        | Diego Angulo  | 83' |

| 90+2' | Johnny Chacón | 1:1 |

| 73' | René Miranda | 0:1 |

| 6' | Roberto Wong |

| 56' · 56' | Kenneth García Walter Chévez |

| Principal  | Adrián Chinchilla |
| Asistentes | Víctor Ramírez    |
|            | Andrés Arrieta    |
| Cuarto     | Danny Lobo        |

|                    |   |   |
| Tiros              | - | - |
| Tiros a puerta     | - | - |
| Faltas             | - | - |
| Saques de esquina  | - | - |
| Penaltis           | - | - |
| Fueras de juego    | - | - |
| Posesión del balón | % | % |

| Alineación inicial |

| 30    | POR   | Guillermo Moreira    |     |
| 4     | DEF   | Jean Carlo Sánchez   |     |
| 5     | DEF   | Rafael Núñez         | 66' |
| 6     | DEF   | Roberto Wong         |     |
| 13    | DEF   | Luis Daniel Vallejos |     |
| 10    | MED   | Francisco Flores     |     |
| 16    | MED   | Jeisson Peña         |     |
| 7     | MED   | Luis González        |     |
| 8     | DEL   | Cristian Blanco      |     |
| 11    | DEL   | Johnny Chacón        |     |
| 23    | DEL   | Mario Camacho        |     |
| D. T. | D. T. | Luis Diego Arnáez    |     |

| 22    | POR   | Douglas Forvis    |     |
| 17    | DEF   | Alonso Arias      |     |
| 8     | DEF   | Jonathan Jiménez  |     |
| 2     | DEF   | Steven Miranda    |     |
| 4     | DEF   | René Miranda      | 83' |
| 15    | MED   | Cristian Reyes    |     |
| 14    | MED   | Walter Chévez     |     |
| 10    | MED   | Alex Martínez     | 79' |
| 6     | MED   | Kenneth García    |     |
| 5     | DEL   | Cristian Martínez | 60' |
| 12    | DEL   | Sebastián Matuz   |     |
| D. T. | D. T. | Orlando De León   |     |

| 26 | Centrocampista | Carlos González | 66' |
| 9  | Delantero      | Kevin Arrieta   | 78' |
| 28 | Delantero      | Wilmar Núñez    | 78' |

| 11 | Delantero      | Irvin Huertas | 60' |
| 28 | Centrocampista | Jorge Retana  | 79' |
| 16 | Defensa        | Diego Angulo  | 83' |

| 90+2' | Johnny Chacón | 1:1 |

| 73' | René Miranda | 0:1 |

| 6' | Roberto Wong |

| 56' · 56' | Kenneth García Walter Chévez |

| Principal  | Adrián Chinchilla |
| Asistentes | Víctor Ramírez    |
|            | Andrés Arrieta    |
| Cuarto     | Danny Lobo        |

|                    |   |   |
| Tiros              | - | - |
| Tiros a puerta     | - | - |
| Faltas             | - | - |
| Saques de esquina  | - | - |
| Penaltis           | - | - |
| Fueras de juego    | - | - |
| Posesión del balón | % | % |

| Alineación inicial |

| 30    | POR   | Guillermo Moreira    |     |
| 4     | DEF   | Jean Carlo Sánchez   |     |
| 5     | DEF   | Rafael Núñez         | 66' |
| 6     | DEF   | Roberto Wong         |     |
| 13    | DEF   | Luis Daniel Vallejos |     |
| 10    | MED   | Francisco Flores     |     |
| 16    | MED   | Jeisson Peña         |     |
| 7     | MED   | Luis González        |     |
| 8     | DEL   | Cristian Blanco      |     |
| 11    | DEL   | Johnny Chacón        |     |
| 23    | DEL   | Mario Camacho        |     |
| D. T. | D. T. | Luis Diego Arnáez    |     |

| 22    | POR   | Douglas Forvis    |     |
| 17    | DEF   | Alonso Arias      |     |
| 8     | DEF   | Jonathan Jiménez  |     |
| 2     | DEF   | Steven Miranda    |     |
| 4     | DEF   | René Miranda      | 83' |
| 15    | MED   | Cristian Reyes    |     |
| 14    | MED   | Walter Chévez     |     |
| 10    | MED   | Alex Martínez     | 79' |
| 6     | MED   | Kenneth García    |     |
| 5     | DEL   | Cristian Martínez | 60' |
| 12    | DEL   | Sebastián Matuz   |     |
| D. T. | D. T. | Orlando De León   |     |

| 26 | Centrocampista | Carlos González | 66' |
| 9  | Delantero      | Kevin Arrieta   | 78' |
| 28 | Delantero      | Wilmar Núñez    | 78' |

| 11 | Delantero      | Irvin Huertas | 60' |
| 28 | Centrocampista | Jorge Retana  | 79' |
| 16 | Defensa        | Diego Angulo  | 83' |

| 90+2' | Johnny Chacón | 1:1 |

| 73' | René Miranda | 0:1 |

| 6' | Roberto Wong |

| 56' · 56' | Kenneth García Walter Chévez |

| Principal  | Adrián Chinchilla |
| Asistentes | Víctor Ramírez    |
|            | Andrés Arrieta    |
| Cuarto     | Danny Lobo        |

|                    |   |   |
| Tiros              | - | - |
| Tiros a puerta     | - | - |
| Faltas             | - | - |
| Saques de esquina  | - | - |
| Penaltis           | - | - |
| Fueras de juego    | - | - |
| Posesión del balón | % | % |

| Alineación inicial |